# Moran Mazor
Moran Mazor (em hebraico: מורן מזור; Holon, Israel; 17 de maio de 1991) é uma cantora israelita. Mazor ganhou fama como vencedora da primeira série do reality show israelita «Eyal Golan is Calling You», em 2011.
Em 2013, Mazor venceu a seleção nacional israelita «Kdam Eurovision 2013». Representou o seu país na segunda semi-final do Festival Eurovisão da Canção de 2013, em Malmo, na Suécia, com a canção «Rak bishvilo» (em português: Só para ele). A canção não conseguiu qualificar-se para a final, ficando em 14.º lugar na semi-final e obtendo 40 pontos. Em outubro de 2013, a Israel Broadcasting Authority lançou um documentário sobre o percurso de Moran na Eurovisão, intitulado «Uma rapariga de óculos».

## Biografia
Moran nasceu em Holon, nos arredores de Telavive, no seio de uma família judia de origem georgiana. Numa entrevista, disse que os seus pais fizeram aliá da Geórgia para Israel no início da década de 1970.

## Discografia
Álbuns de estúdio:
- רק בשבילו